# عملية العودة للوطن بأمان

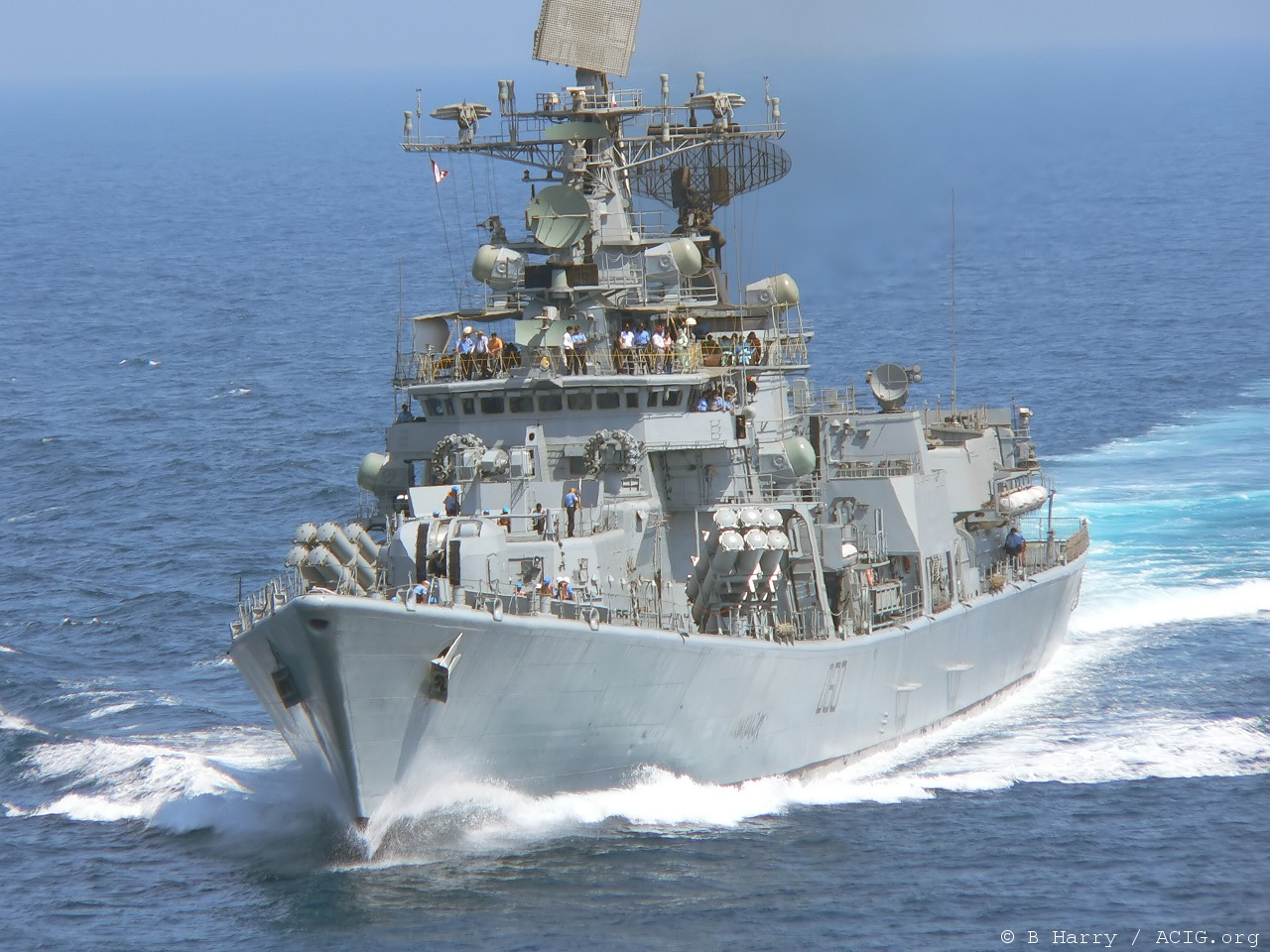

عملية العودة للوطن بأمان هي عملية شنتها الهند لإجلاء رعاياها، الفارين من ثورة 17 فبراير (الثورة الليبية). لقد كانت العملية مزيجًا من الجسر الجوي والبحري نفذتها البحرية الهندية وطيران الهند. وكانت المرة الأخيرة التي قامت فيها الحكومة الهندية بمثل هذه العمليات خلال حرب لبنان عام 2006 عندما استخدمت البحرية الهندية وطيران الهند في عملية سوكون. وقبل ذلك، قامت الهند بإجلاء 111711 من رعاياها بعد الغزو العراقي للكويت في عام 1990.

## مقدمة
بدأت ثورة 17 فبراير كسلسلة من الاحتجاجات والمواجهات التي حدثت في دولة ليبيا الواقعة في شمال أفريقيا ضد الحكومة وزعيمها معمر القذافي. بدأ التمرد في 15 فبراير 2011، ثم تحول إلى حرب أهلية استمرت حتى 23 أكتوبر 2011. وكانت الانتفاضات التي وقعت في تونس ومصر مصدر إلهام هذه الاضطرابات، مما جعلها ترتبط بالربيع العربي الكبير. ويقول ريتشارد إنجل، كبير المراسلين الأجانب لدى وكالة إن بي سي نيوز، والذي دخل ليبيا ووصل إلى مدينة طبرق في 22 فبراير، "إن حركة الاحتجاج لم تعد حركة احتجاج، إنها حرب. إنها ثورة مفتوحة".” وفي 22 فبراير، وصفت مجلة ذا إيكونومست الأحداث باعتبارها "الانتفاضة التي تحاول استعادة ليبيا من المستبد الأطول حكمًا في العالم.” وقد اتهم القذافي تنظيم القاعدة و"الأطفال متعاطي المخدرات" بإشعال هذه الاضطرابات 

## العملية
كان هناك 18000 مواطن هندي ممن يعملون في ليبيا محاصرين بسبب الاضطرابات. وقد بدت عملية الإجلاء صعبة بسبب «الفوضى» المنتشرة في المطار المركزي في طرابلس بالإضافة إلى «تدمير» مدرج الطائرات في مطار بنينا الدولي والإغلاق المؤقت لجميع الموانئ الليبية. ونتيجة لذلك، تم إلغاء العديد من الرحلات الجوية الدولية، بما في ذلك رحلات الخطوط الجوية البريطانية، على الرغم من أن البعض الآخر بدا وكأنه يعمل. وتشير التقارير أيضًا إلى أن الموانئ الليبية في العديد من المدن كانت مغلقة.
ولذلك أمرت الهند ثلاث سفن بحرية هندية، وهما المدمرتان المسميتان السفينة البحرية الهندية مايسور، والسفينة البحرية الهندية أديتيا إلى جانب أكبر سفينة برمائية، وهي السفينة البحرية الهندية جالاشوا بالإبحار من مومباي إلى ليبيا في 26 فبراير. كما استأجرت 1200 مقعد في سفينة إم في سكوتيا برنس و1600 مقعد في سفينة لا سوبيربا, والتي تقع في صقلية للإبحار إلى ليبيا فور الانتهاء من إعداد الميناء. أبحرت سفينة إم في سكوتيا برنس من ميناء بورسعيد في 26 فبراير ووصلت إلى بنغازي في 28 فبراير. وقد قامت السفن البحرية والمستأجرة بإجلاء الركاب من طرابلس وبنغازي إلى الإسكندرية، بمصر، ومنها سافر الركاب إلى الهند على متن إحدى طائرات طيران الهند. وبحلول 8 مارس 2011 وصلت السفن البحرية إلى الساحل الليبي، ولكنها لم تُستخدم كثيرًا نظرًا لأن العديد من حالات الإجلاء كانت تتم عبر سفن وطائرات مستأجرة. وأعلنت الحكومة الهندية أن عملية الإجلاء لن تكلف مواطنيها شيئًا.
وبعد أن أعطت السلطات الليبية الإذن للهند بالهبوط في طرابلس، سافرت طائرتان من طيران الهند إحداهما من طراز بوينغ 747 والأخرى من طراز إيرباص إيه 330، وعلى متنهما 500 راكب إلى نيودلهي ومومباي مباشرةً من طرابلس. وكانت هناك حقوق هبوط إضافية مطلوبة للرحلات الجوية التي تنطلق من سبها، حيث كان هناك نحو 1000 مواطن ينتظرون الإجلاء. بالإضافة إلى ذلك تم إعطاء الإذن لطائرات الهند بالهبوط في سرت وسبها حيث كان هناك 2000 مواطن هندي ينتظرون الإجلاء. بالإضافة إلى ذلك، في 2 مارس أمرت الحكومة الهندية جميع شركات الطيران الخاصة بقيام كل منها برحلة واحدة إلى ليبيا، وبدأت اثنتان من طائرات شركة جيت إيرويز وشركة كينجفيشير إيرلاينز السفر في 3 مارس، وسافر الرعايا الهنود الذين تم نقلهم إلى مالطا من مطار فاليتا. وفي 3 مارس، تم إدخال طائرة من طراز IL-76 من القوات الجوية الهندية الخدمة للسفر بالهنود إلى القاهرة من مدينة سرت.
لقد كان العديد من المواطنين الهنود يعبرون ليبيا إلى الدول المجاورة عبر الطريق البري. وصل بعضهم إلى السلوم، في مصر من طبرق، واجتمعوا على الحدود بمسؤولي السفارة الهندية الذين نظموا استكمال رحلتهم إلى مومباي على متن خطوط الطيران الدولية. وبالمثل عبر 88 مواطنًا الحدود عبر رأس أجدير إلى تونس.

## النتائج المترتبة
في 5 مارس 2011، أعلنت الحكومة الهندية أنه سيتم الانتهاء من عملية الإجلاء بحلول 10 مارس.وبعد إجلاء أكثر من 15000 من المواطنين، انتهت هذه العملية في 11 مارس.وقرر 3000 مواطن البقاء في ليبيا.